# ダウ船

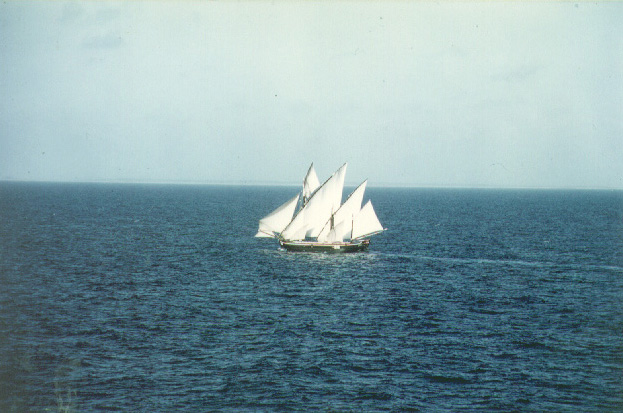
インドのダウ船

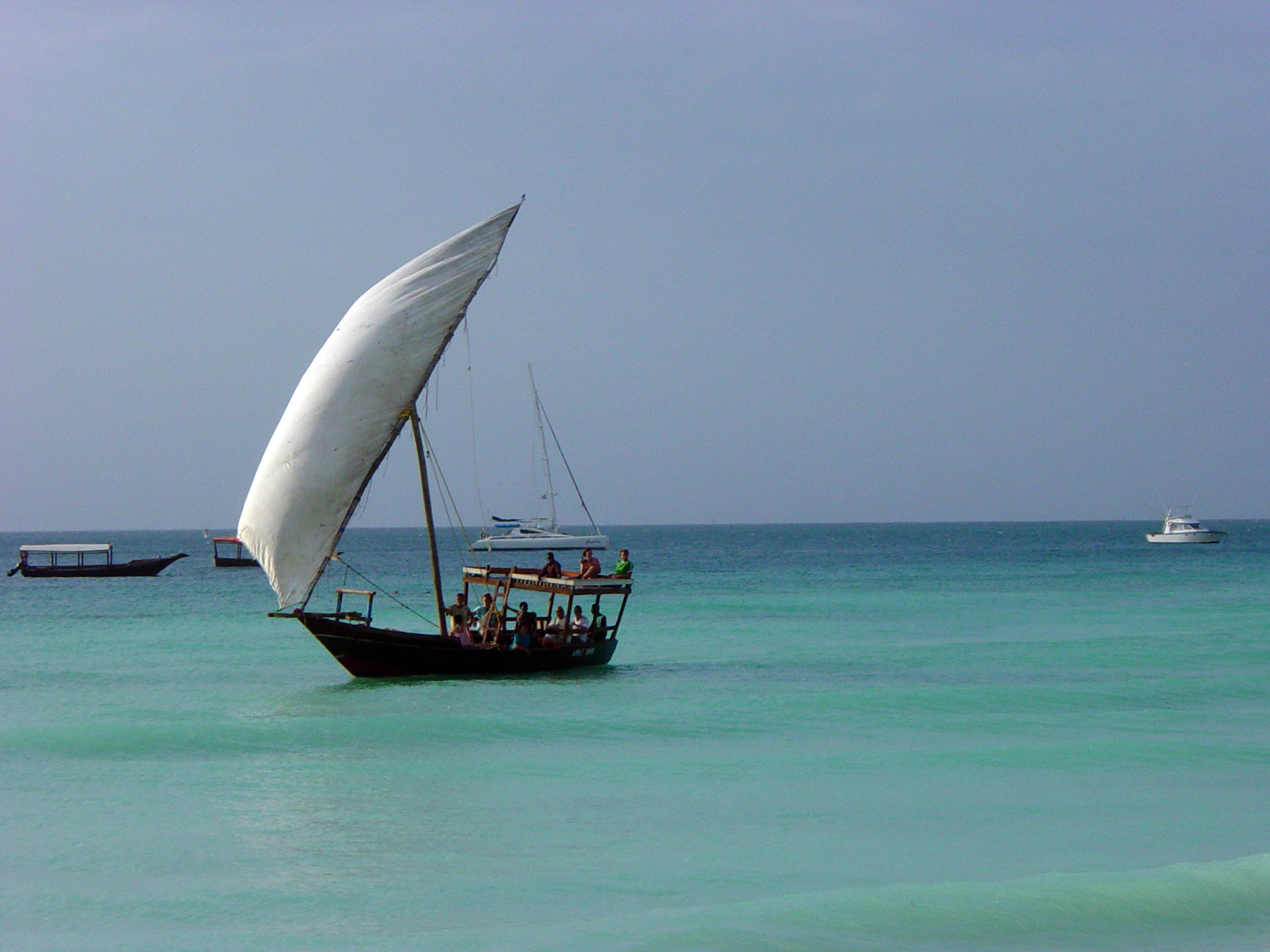
タンザニア、ダルエスサラーム近くのダウ船。

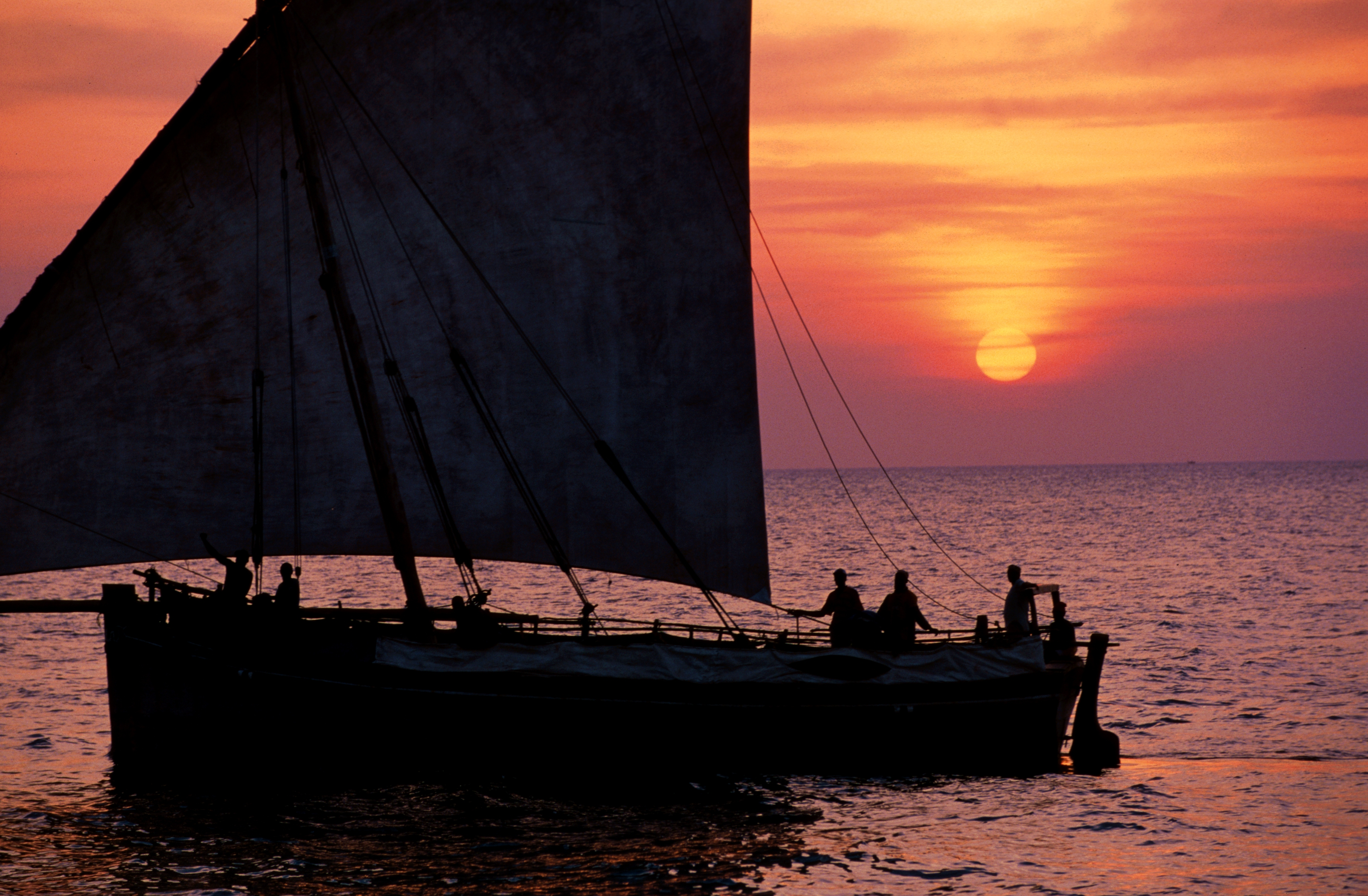
タンザニア、ザンジバルのダウ船。

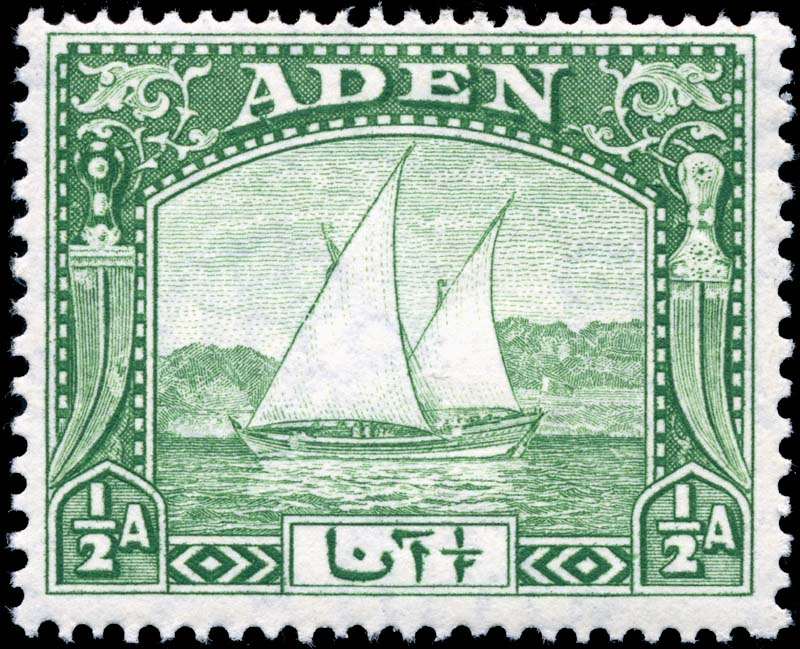
ダウ船が描かれたアデンの切手。1937年。

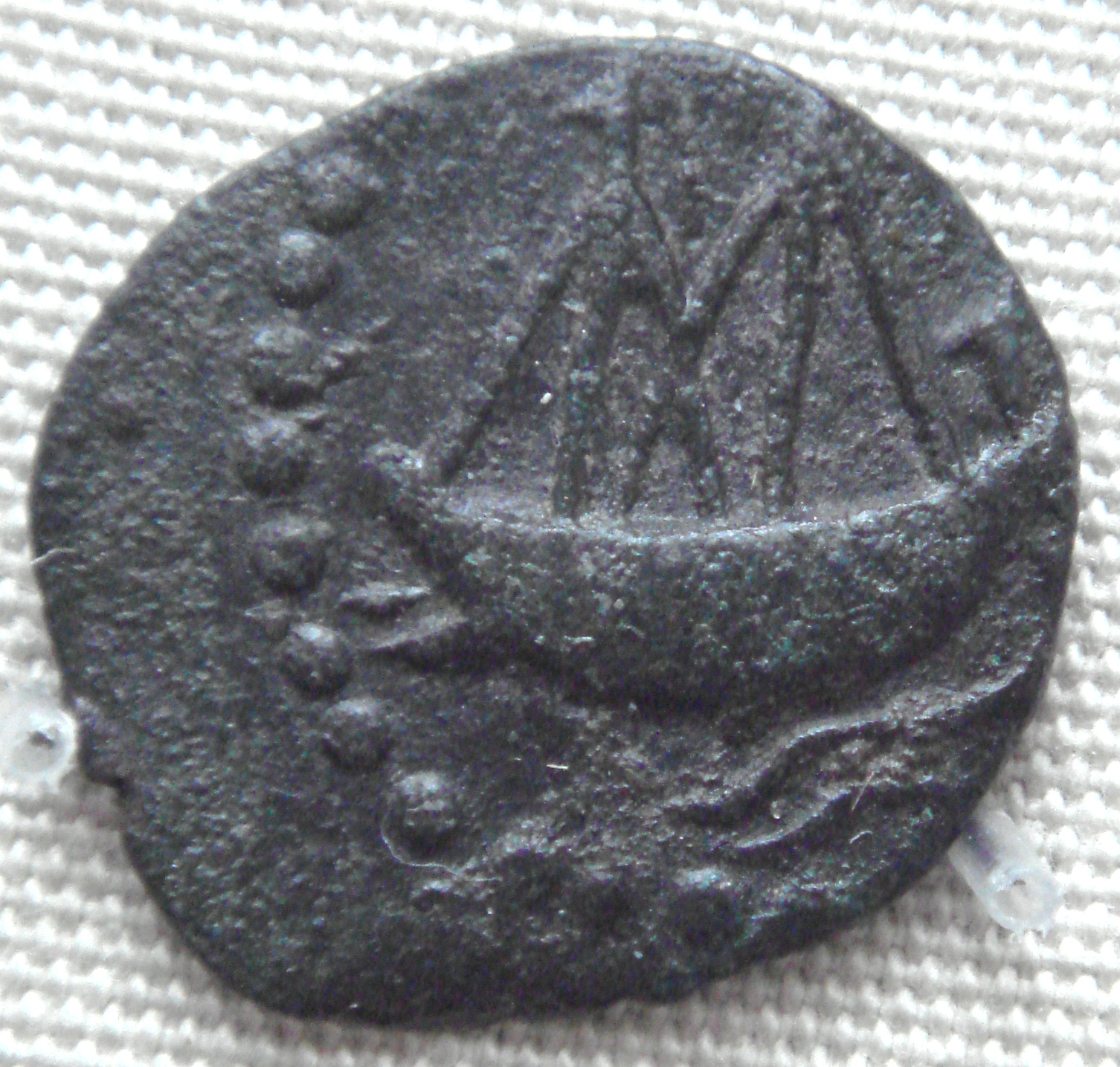
2本マストのインドの船（1～2世紀のコイン）

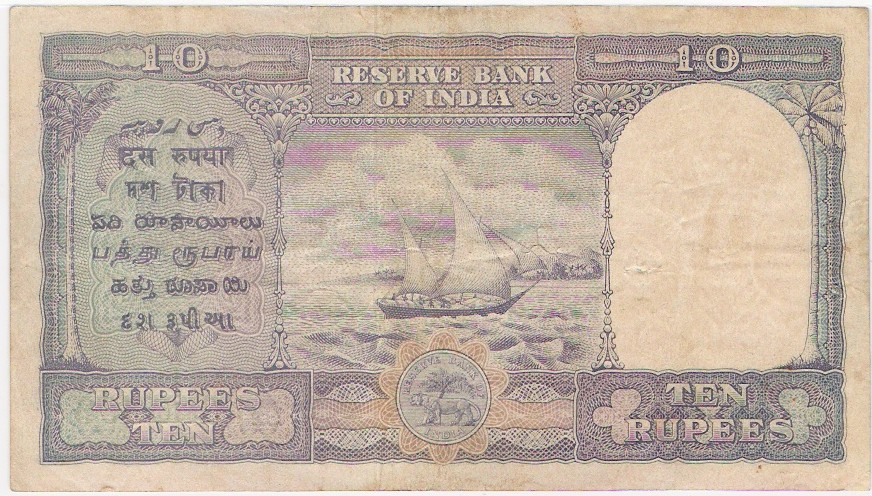
パタマール型のダウ船が描かれたインドの10ルピー紙幣。

ダウ船（ダウせん、英語：dhow）は、アラビア海・インド洋で活躍した伝統的な帆船。主に西アジア、インド亜大陸、東アフリカ等の沿岸で使用された。外板を固定するための釘を一切使わず、紐やタールで組み立てることが特徴。

紀元前の昔から大三角帆を装備していたという説が流布しているが、これは史料的根拠が皆無に等しい俗説で、大航海時代以前のインド洋には三角帆を張った船は存在せず、アラブ・イラン系のダウ船といえども、インド系やインドネシア系の船と同じく四角帆を使用していた可能性の方がはるかに大きい。
現在もダウ船は造船され、モーター等の船外機や船内機を動力として、ペルシア湾内交易などに使用されている。

## 歴史
1世紀半ば過ぎに著されたギリシア語文献『エリュトラー海案内記』では、オマーンからイエメンへの輸出品のひとつにマダラテと呼ばれる縫い合わされた小船があり（三十六節）、同書に登場する東アフリカ最後の寄港地ラプタの語源はアラビア語由来（ギリシア語説もあるが、両語ともラプタに発音が近い）で「縫い合わせ船」にあるとされる（十六節）。このことから紀元1世紀頃には既にこの海域で利用されていたと考えられる。
9世紀以降、縫合船はイスラーム史料に登場し、インド産のチークやココヤシが木材として利用されたと記載されている。『エリュトラー海案内記』三十六節でも黒檀・チーク材・シッソ材がインドから輸入されたとあり、『エリュトラー海案内記』に記載された縫合船もチークを材料としていた可能性がある。11世紀から12世紀以降の史料にペルシア湾岸や南アラビアでのココヤシの栽培が登場しており、インドから移入されたと考えられる。
「ダウ」という名称は、古くはイブン・バットゥータがインド西岸カリカットに入港する中国のジャンク船を3つに分類した中の、中型に属する船として挙げた「ザウ」に記録が見られる。14世紀半ば以後は三角帆・四角帆や中国船に限らず、アラビア海やインド洋西海域では大型船一般を「ダウ」「ザウ」「ザウゥ」と呼び表した。16 - 17世紀以後ヨーロッパの諸言語に伝わり、インド洋近海で使われるアラブ型三角帆の木造帆船として一般化した。

### 交易と航海
最初にダウ船が登場したのは紀元前1世紀から1世紀頃とも言われ、建造には南インド産チーク等の木材が使用されていることから、南インド沿岸部で建造されたと思われる。『エリュトラー海案内記』第60節によれば、チョーラ朝の人々は「各種の船を建造し、そのなかには軽い沿岸航行用の船、丸太を何本も結び合わせて造った大型船、マレー半島や東南アジア方面に遠洋航海するためのさらに大きな船、などが含まれていた。文献にはしばしば、300人、500人、700人もの客を乗せる船に関する記述がある。ブローチに到着した船は､水先案内船に迎えられ､ドック内の個々の停泊位置に導かれたという 。
8世紀頃（アッバース朝成立後）、インド洋沿岸の大都市が一大消費地として興ってくるとともに、イスラム商人のダウ船が交易船として活躍し、季節風（ヒッパロスの風）を利用してインド洋を航海し、東アフリカ、アラビア半島、インド、東南アジア、中国等の間に広大な海上交易網を築いた。ダウ船の活躍が、海のシルクロードと港市国家を発展させたと言える。しかし、難破しやすかったため命がけの航海となった。ダウ船は陸路のラクダとともにイスラーム圏における主要な輸送手段だった。交易品は、ペルシャ湾岸からはナツメヤシや魚、東アフリカからはマングローブ木材、インド沿岸からは胡椒などのスパイスや、木綿製品が渡っていた。
アラビア半島と東アフリカの往復では、冬か早春に季節風に乗って南のアフリカに航行し、晩春か初夏に再び北のアラビアに戻った。
航海にはカマルと言う独特の道具を用いた緯度航法や、中国から移入された羅針盤を用いていた。カマルはヤコブの杖に似た道具で、水平線からの北極星の角度を測ることによって、緯度を測定する。

### 現状
近世になるとダウ船の船大工はクリンカービルド（鎧張り。英語版）や鉄釘といったヨーロッパの造船技術を取り入れるようになった。
ダウ船は現在でも製造、使用されているが、帆だけではなく、船外機や船内機を動力として用いている機帆船が多い。
1960年代まではダウ船は帆走力のみを使って、ペルシャ湾と東アフリカ等で商業航海を行っていた。1970年代以降、インド洋を巡る緊張が増す中、経済効率の低いダウ船は海運業では使われなくなりつつある。
外洋を航行する貨物船としての存在感が低下した一方、インド洋沿岸各地ではダウ船による遊覧船ツアーも組まれている。

## 構造
アラブ・イラン船には船首と船尾が鋭く尖ったダブル・エンダー型と呼ばれる船型に特徴がある。
マストは1本から2本装備され、前方に傾斜している。帆桁が水平面に対して約45度の角度で取り付けられ、大三角帆が一枚ずつ張られ帆の3分の1が前に出ている形となる。
基本的には小型の船で通常は15mから20m程度だったと考えられており、船員も10人から30人ほどだったが、ペルシア湾から中国に向かうダウ船には、全長30m以上、400人から500人乗りという大型のものも存在した。現在では全長8mから12m程度である。

## 製法
製法の概要は以下のようである。舷側板を作り、それに穴をあけ、ココヤシの繊維で作った紐を通して縫い合せ、木釘で船体の骨格に打ちつける。その後防水加工として、瀝青（れきせい）、魚油など船体に塗る。ココヤシの紐で船首材、船尾材、梁、柱を縫合せて完成する。瀝青とはタール状の粘土で、固まると強度が出るため防水剤に使われた。材木はチークやココヤシが使われた。
このように欧州や中国の帆船のように、竜骨と肋材を組み合わせ、材木同士を鉄釘で留める堅牢な構造とは基本的に異なっており、主に材木を紐で縛る事で組み上げる事から、ダウ船は「縫合船」と呼ばれるグループに分類される。縫合船は剛体ではない柔軟な、また修理がしやすい構造でもある。
ダウがこうした構造を持つ理由はいくつか考えられている。ダウ船が製造されたアラビア半島では、鉄釘の原料となる鉄の資源が乏しかったという説や、ダウ船は主に沿岸を航行していたので、岩礁に接触した時に備えて柔軟性を持たせておくため、あるいはインド洋の塩は鉄釘を錆びさせやすいと考えていたため等が挙がっている。現地の船人達の間では、海中に磁力を持った岩礁があり、鉄釘で外板を留めた船は吸い寄せられて座礁すると信じられていた（磁石山伝説）。『千夜一夜物語』にも、船を難破させる「磁石山」の逸話が登場する。
なお、縫合船はアイヌの板綴り船「イタオマチㇷ゚」など世界各地で見られるものであり、ダウ船だけの特徴ではない。

## ダウ船の種類
ムスリムは船の型によって、ダウ船をさらに何種類かに区別している。時代や地方によって呼称が異なる場合があり、同じ呼称でも異なるタイプの船を指す場合もある。
- ガンジャ（Ghanjah）：装飾の彫られた窓を備える。
- バグラ（Baghlah）：遠洋航海用のダウ船で、反りのある船首と、住居用の船尾楼を備える。
- バッティル（Battil）：大きな先太の、棍棒状の特徴的な船首を備える。
- バダム（Badan）：小型船
- サムバック (sambuks)：低く反った船首と高くなった船尾を備える。現代では小舟を指す場合が多いが、かつては南シナ海航路の快速客船もそう呼ばれた。
- ジャルブート (jalboots)：主に真珠漁で使用された。

その他にも
- シェウェ (shewes)
- ザイマ (zamias)
- マルカブ (markabs)
- コティア (kotias)

などが挙げられる。
また、モルディブ諸島で使用されているドーニーはダウ船に良く似た船である。

## 関連文献
- 中村亮「スワヒリ海岸キルワ島の海環境と船の文化 ダウ船とは何か？」『アフリカ研究』第2007巻第71号、日本アフリカ学会、2007年、1-19頁、2022年7月3日閲覧。